# Perșe Travnea, Bahmaci
Perșe Travnea (în ucraineană Перше Травня) este un sat în comuna Fastivți din raionul Bahmaci, regiunea Cernihiv, Ucraina.

## Demografie
Componența lingvistică a localității Perșe Travnea
     Ucraineană (100%)
Conform recensământului din 2001, toată populația localității Perșe Travnea era vorbitoare de ucraineană (100%).